# Baile de la Duquesa de Richmond

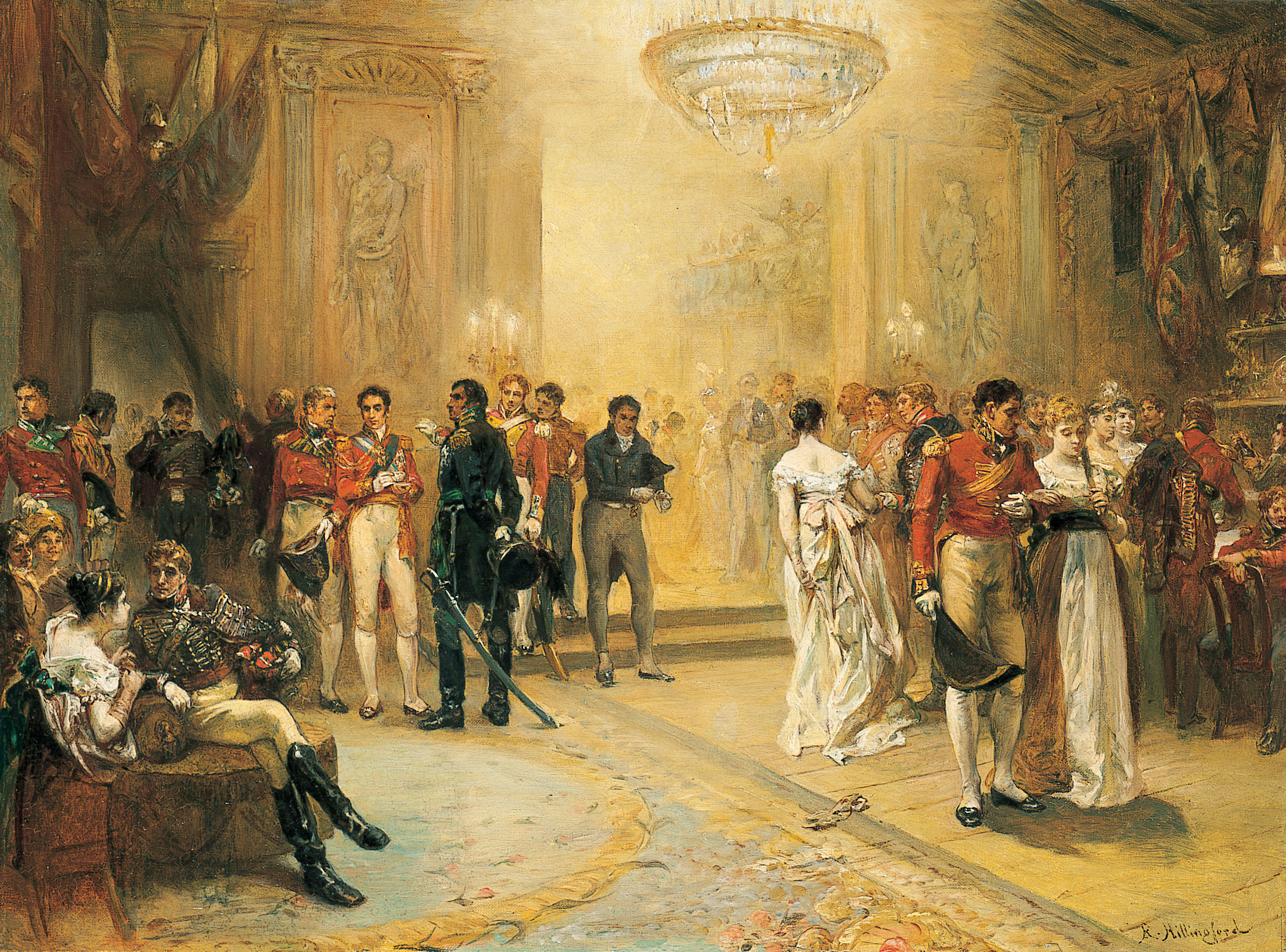
El baile de la duquesa de Richmond, por Robert Hillingford.

El baile de la Duquesa de Richmond fue un evento social realizado en junio de 1815 en Bruselas por Lady Charlotte Lennox, duquesa de Richmond, durante las guerras napoleónicas. Tiene una importancia relevante, debido a que en este baile se planificó gran parte de la emboscada de la batalla de Quatre Bras, por parte del Duque de Wellington y su estado mayor, quienes habían concurrido al baile, por lo que sería conocido como «el baile más famoso de la historia».

## Antecedentes

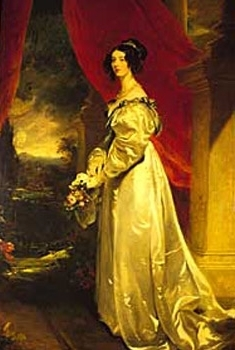
La duquesa de Richmond, organizadora del baile.

Durante ese periodo de tiempo, Bruselas se había convertido en el principal punto de confluencia de la Séptima Coalición, la cual había congregado a todas sus fuerzas en lo que es actualmente Bélgica. En ese contexto, gran parte de la aristocracia británica, en especial Charles Lennox, duque de Richmond, se habían dirigido a Bruselas con familia y servidumbre. Asimismo, la aristocracia británica había traído gran parte de sus costumbres, en especial la de la temporada social. Junto con la oficialidad británica también se encontraban los comandantes de la Séptima Coalición, entre los cuales se destacaban Gebhard Leberecht von Blücher, el príncipe Guillermo de Orange, el diplomático español Miguel de Álava, el Duque de Brunswick, y otros altos mandos de los ejércitos de Prusia, Rusia y los Países Bajos. Debido al inicio de la temporada social en Londres y para aligerar la tensión existente, la Duquesa propone al general Wellington la organización de un baile, a lo cual Wellington no se opone. El evento social congregaría a toda la mayor parte de la aristocracia británica residente en Bruselas, además de todo el estado mayor del duque de Wellington.

## Desarrollo de los hechos
Días antes del 15 de junio, se habían hecho los correspondientes preparativos e invitaciones, a las cuales obviamente atendieron la mayor parte de los implicados. Entre tanto, y a espaldas de los movimientos de Wellington, Napoleón había conseguido llegar a Charleroi en horas de la tarde del día 15, movilizando gran parte de sus fuerzas para desalojar al general Zieten de la ciudad y tomar control de los puentes sobre el río Sambre. Esta ventaja inicial sería crucial para la primera fase de la batalla. 

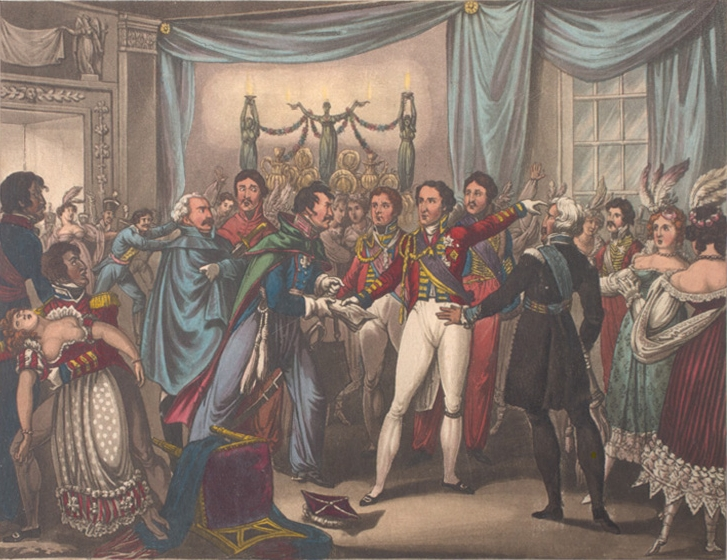
El duque de Wellington notificado por su mensajero de la ocupación de Charleroi por los franceses.

Convenientemente, Wellington se encontraba con todo su estado mayor en el baile, sin enterarse en lo absoluto de los hechos hasta horas más tarde, cuando un mensajero le notificó rápidamente del avance napoleónico sobre Charleroi y la inminencia de su llegada, por lo que espetó la famosa frase:   
«Napoleón me ha embaucado: se me ha adelantado en veinte horas de marcha.» 
Entonces toma una decisión radical y decide interceptar al grueso de las fuerzas de Bonaparte en la aldea de Quatre-Bras. Sin embargo, no abandonó el baile de manera intempestiva, permaneciendo un poco más de tiempo, hasta la madrugada del 16, cuando toda la oficialidad presente decidió dirigirse a Quatre-Bras para interceptar la avanzada de Bonaparte. La premura de la situación fue tal que la mayoría de oficiales y suboficiales presentes en el baile combatieron con sus condecoraciones y uniformes de gala.

## Invitados al baile

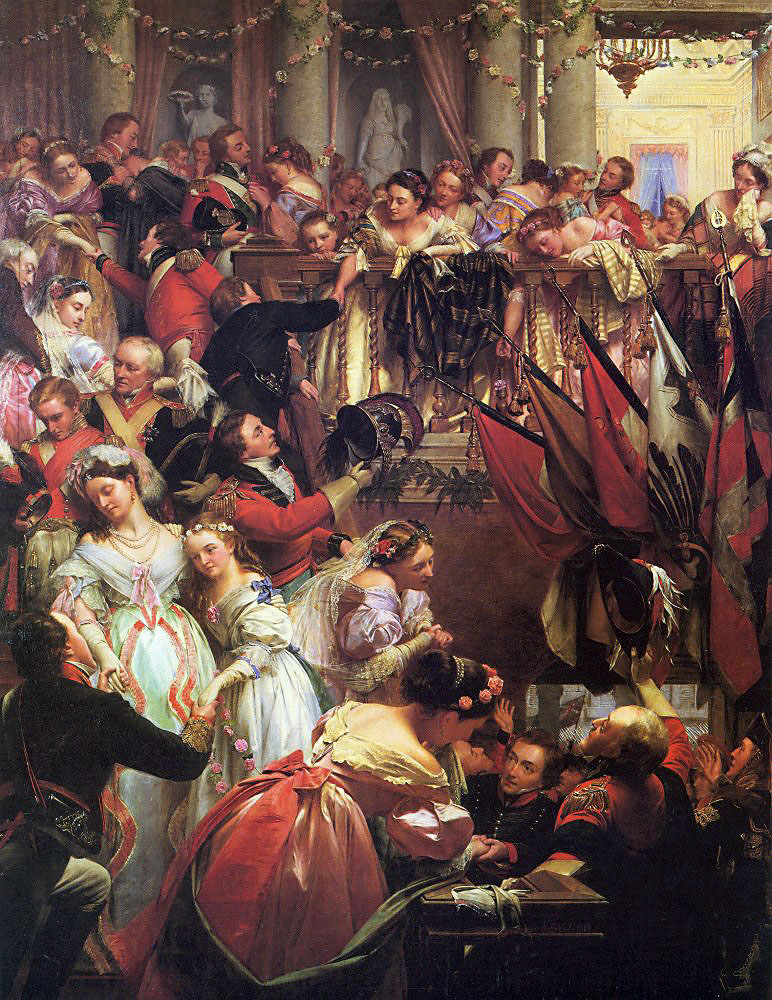
Antes de la batalla de Waterloo, de Henry O'Neall.

Los anfitriones del baile eran Charles Lennox, duque de Richmond y su esposa, Charlotte. Lennox era el comandante de las fuerzas británicas encargadas de la defensa de Bruselas.
Entre los invitados se encontraban:
- Arthur Wellesley, I duque de Wellington: comandante en jefe de las fuerzas británicas, y así mismo comandante de las fuerzas aliadas de la Séptima Coalición. El baile había sido ofrecido en su honor, y era uno de los principales invitados al mismo.
- Mariscal Gebhard Leberecht von Blücher: comandante en jefe de las fuerzas prusianas acantonadas en Bruselas.
- Federico Guillermo de Brunswick-Wolfenbuttel, duque de Brunswick: moriría durante la batalla de Quatre Bras. También fue uno de los asistentes al baile.
- Príncipe Guillermo Federico de Orange: hijo del estatúder de los Países Bajos, ayudante de campo del duque de Wellington y príncipe de la casa de Orange. Formaba parte del estado mayor de Wellington. Concurrió al baile junto con otros miembros de la aristocracia neerlandesa, resultando herido en la batalla de Quatre Bras
- Próspero Luis de Arenberg, duque de Arenberg y su hermano menor Pedro de Alcántara Arenberg. Se encontraban en el baile en el momento en que Wellington fue notificado del avance francés a Bruselas después de la toma de Charleroi.
- Miguel Ricardo de Álava: diplomático español. Formaba parte del estado mayor de Wellington, y participó en las batallas de Quatre Bras, Ligny y Waterloo.
- Príncipe Federico de Orange: hermano menor del príncipe Guillermo Federico de Orange, también asistente al baile.
- Carlo Andrea Pozzo di Borgo: oficial y diplomático italiano al servicio de Rusia. Había concurrido al baile.
- Príncipe Federico Guillermo de Nassau-Weilburg: noble alemán, de la casa de Nassau-Weilburg
- Henry William Paget, Conde de Uxbridge: perdería una pierna durante la batalla de Waterloo, días más tarde.
- John Dawson, segundo conde de Portarlington: comandante del 23.º regimiento de dragones ligeros. Intervino en la batalla de Quatre Bras, pero no así en la batalla de Waterloo.

## Posibles lugares donde se desarrolló el baile

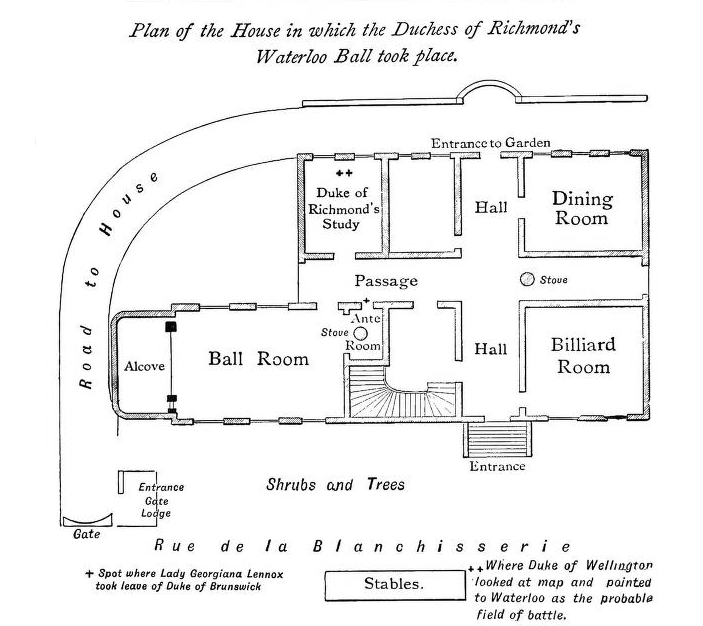
Croquis del primer piso de la casa Lennox en Bruselas, de acuerdo al testimonio de Lady Georgiana de Ross y elaborado por Lord William Lennox.

Durante muchos años, se hicieron especulaciones de todo tipo respecto al salón de baile donde Wellington diseñó la estrategia que lo conduciría a su triunfo en Waterloo. El testimonio de Lady Georgiana de Ross, hija de la duquesa de Richmond, brinda una descripción del lugar en donde se celebró el evento: 

El ahora famoso baile de mi madre tuvo lugar en una gran sala en la planta baja, a la izquierda de la entrada, conectada con el resto de la casa por una antesala. Lo había utilizado el carrocero, a quien se alquiló la casa, para meter los carruajes, pero estaba empapelado antes de que llegáramos; y recuerdo el papel, un patrón de enrejado con rosas.

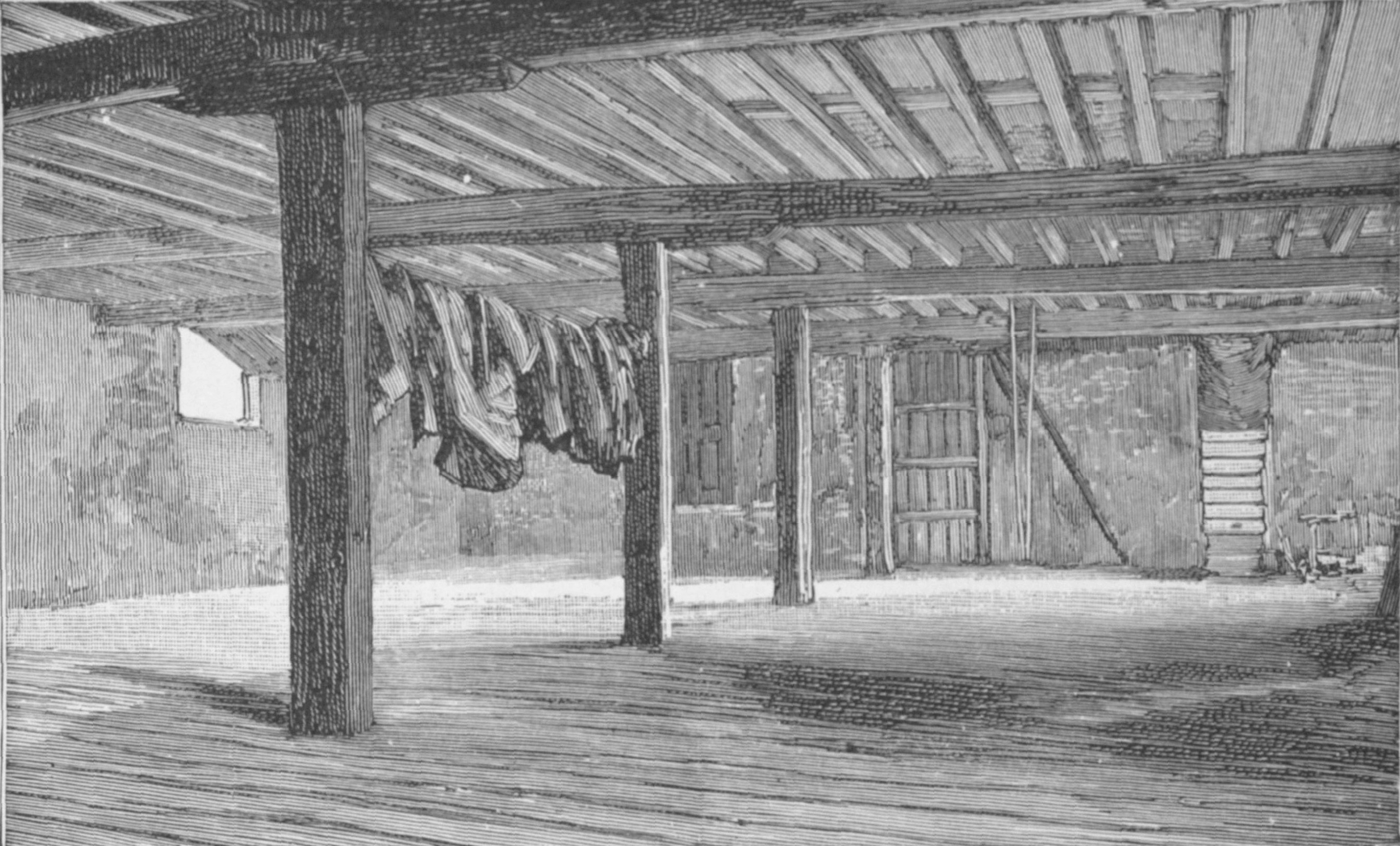
La cochera en donde supuestamente se realizó el baile, según las teorías de Sir William Frasier.

Por otra parte, William Lennox, de acuerdo con los testimonios de su hermana, levantó un croquis de la distribución del salón en donde se celebró el baile. Esto daría pie a la investigación de Sir William Frasier, quien definiría que el salón quedaba sobre la Rue de Cendrés, pero en sí el salón daba vista a la rue de la Blanchisserie. Esta se correspondería, según los testimonios de Lady de Ross, con la casa en donde vivieron los Lennox en Bruselas por el mismo tiempo, en el cual se desarrolló la campaña de Waterloo. 
Sin embargo, otros estudios hechos muy posteriormente arrojaron teorías alternativas sobre la ubicación del sitio donde se celebró el baile. En 1965 se propuso un sitio alternativo al de la Rue de la Blanchisserie; según dicha propuesta, la cochera en donde se había celebrado el baile era posterior a los sucesos de 1815. Por tanto, el edificio que se había supuesto como el salón original del baile no existía para esa época.

## En la cultura popular
Numerosos relatos relacionados con los hechos del baile circularon durante la época de la regencia, convirtiéndolo en un acontecimiento mítico y sirviendo de inspiración para William Makepeace Thackeray y Lord Byron, quienes citaron ampliamente los hechos. Agregado a esto, en Bruselas se realizó una recreación del baile de la duquesa de Richmond en el bicentenario de la batalla de Waterloo, en 2015. Por otra parte, la trama de la serie británica de Julian Fellowes Belgravia gira alrededor de los sucesos ocurridos posteriormente al baile. Numerosos artistas, además, retrataron el evento en pinturas y en distintos tipos de representaciones culturales.